# Jozef Paľo
Jozef Paľo (* 18. dubna 1972) je bývalý slovenský fotbalista, záložník.

## Fotbalová kariéra
V československé hrál za Duklu Banská Bystrica. Nastoupil v 1 ligovém utkání. Gól v lize nedal.
Hrál také za Nitru, Duslo Šaľa, Slovan Levice, Rimavskou Sobotu, Nové Zámky, FK Žiar nad Hronom, TJ Družstevník Baloň a po návratu z Rakouska za ŠK Váhovce.
Od jara 2003 do sezony 2010/11 nastupoval v nižších rakouských soutěžích za FC Winden, UFC Donnerskirchen, FC Hill Jois, SV Wimpassing a SC Freistadt Rust.

## Ligová bilance
| Ročník                                   | Zápasy | Góly | Klub                  |
| ---------------------------------------- | ------ | ---- | --------------------- |
| 1. československá fotbalová liga 1991/92 | 1      | 0    | Dukla Banská Bystrica |
| CELKEM 1. liga                           | 1      | 0    |                       |